# ویلسون آسا
ویلسون آسا (انگلیسی: Wilson) شرکت کشتیرانی نروژی است، که در سال ۱۹۹۳ تأسیس شد.